# 阿塞拜疆国徽
阿塞拜疆國徽為圓形，外由麥穗和橡樹枝條裝飾。該國徽首次使用于1918年。
圓形中央為火苗，象徵當地豐原的石油天然氣資源，被一顆八角星包圍。外面再套上國旗的顏色（由內至外為綠－紅－藍）。藍色的環上星的兩角之間有黃色的圓點，以外圍以黃色的環。

## 用法
阿塞拜疆標誌出現在：
- 阿塞拜疆共和國總統的住所和私人辦公室；
- 阿塞拜疆共和國議會大廈，會議廳和議會主席私人辦公室；
- 所有法院，軍事法庭建築物，司法會議廳； 阿塞拜疆共和國最高法院和憲法法院主席的私人辦公室；
- 在阿塞拜疆共和國立法制度規定的案件中國家機構的建築物；
- 阿塞拜疆共和國外交和貿易代表處與領事館的建築物。

## 歷史上的國徽
- 外高加索蘇維埃聯邦社會主義共和國國徽
- 阿塞拜疆蘇維埃社會主義共和國國徽